# Villagodio

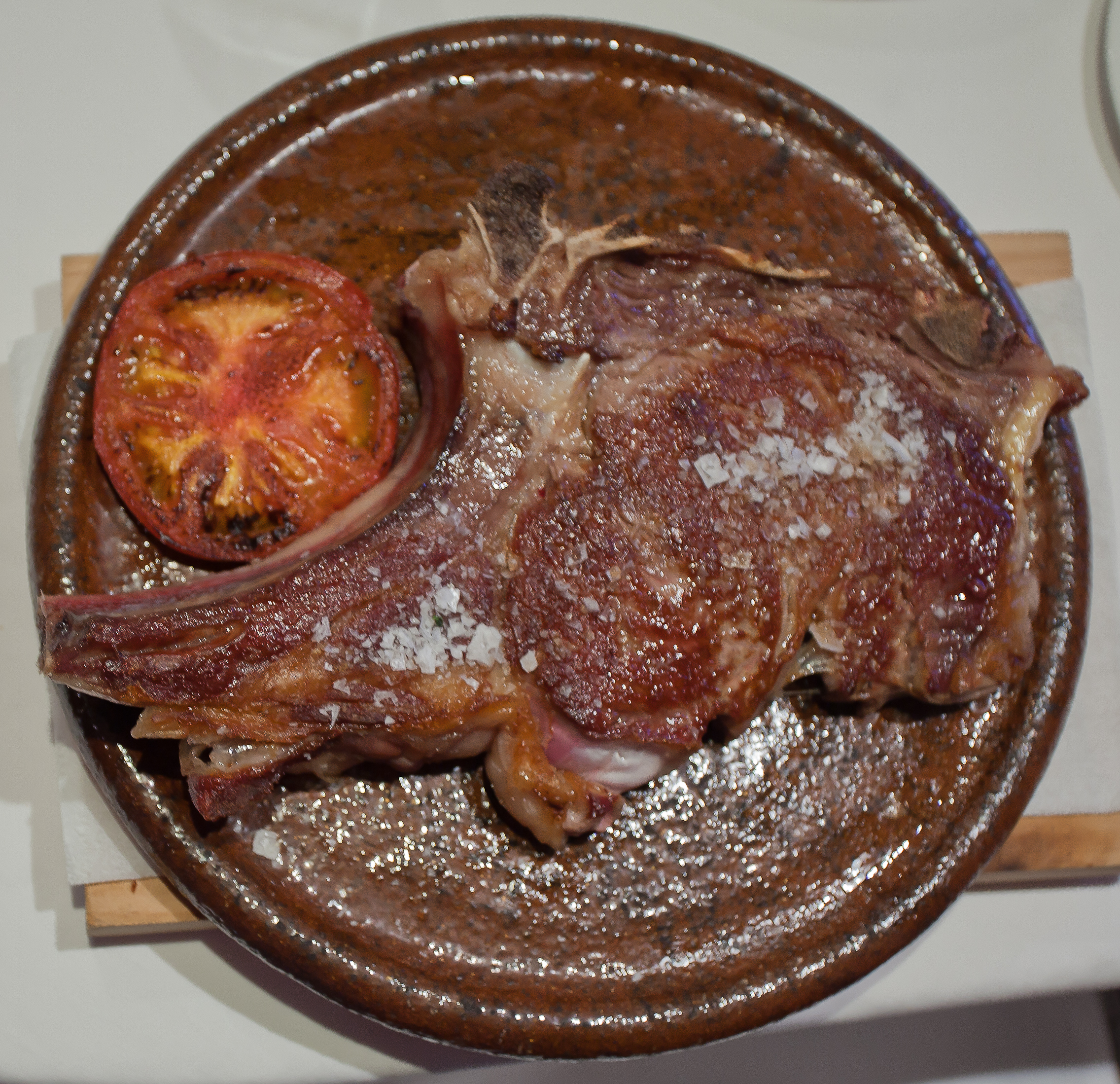
Un "villagodio" procedente de vacuno gallego, servido al estilo clásico: plato de barro.

El villagodio (denominado también Filetón) en la cocina española es la denominación de un corte de carne que proviene del lomo alto (Côte de bœuf, parte más ancha del lomo) de piezas de vacuno (puede ser denominada por extensión en piezas porcinas e incluso ovinas), generalmente cortados en forma de grandes chuletas de carne de un kilogramo, pudiendo llegar a dos kg, preparados para servir a dos comensales por cada pieza, se suele asar (parrilla u horno) sin deshuesar. De la parte del lomo alto del vacuno se obtienen dos cortes: el villagodio y el roastbeef (asado al horno, con o sin costillas). El villagodio suele tener un par de dedos de grosor, y debe haber pertenecido a un novillo de unos 3 años.

## Historia
El concepto Villagodio asociado a esta preparación cárnica nace de la ganadería de reses bravas de un propietario vasco, José de Echevarría y Bengoa, VI marqués de Villagodio. Este marqués proporcionó la idea de la denominación. Tras adquirir una ganadería de reses en Coreses (Zamora) no consiguió que se lidiasen en Vista Alegre. De esta forma el marqués de Villagodio, manteniendo el empeño de hacer valer su ganadería, construyó una plaza de Toros en Indauchu, con el objeto de ofrecer un servicio taurino exclusivamente a su ganadería. Esta situación causó bastante revuelo en Bilbao, donde se mofaban los taurinos en los restaurantes de la zona pidiendo de broma un Villagodio, por un filetón. Mencionando que un "Villagodio" es una chuleta de toro perteneciente a esa ganadería, y que solo sirve para carne comestible. 
La popularidad de la broma hizo que en las cartas de algunos restaurantes apareciese la denominación Villagodio, haciendo referencia al trozo de carne roja de gran tamaño. de esta forma a partir de comienzos del siglo XX apareció esta denominación popular en los restaurantes españoles.